# Steinkreis von Tynreich

Steinkreis von Tynreich

Der Steinkreis von Tynreich (englisch  Tynreich Stone Circle, East Lodge Cottage oder Ballinluig; (schottisch-gälisch Tigh-na-ruaich) liegt unmittelbar östlich der A9 (Straße), am Ende der St. Cedd’s Road, in Ballinluig(schottisch-gälisch Baile an Luig)) in Perthshire in Schottland.
Der aus sechs Steinen bestehende Steinkreis hat einen Durchmesser von etwa  6,7 m. Die Steine variieren in der Höhe zwischen 0,85 bis 1,8 m. Große Unterschiede bestehen auch in der Masse. Der größte Stein ist ein massiver dreieckiger Block. Es ist heute vielleicht sogar weniger massiv als früher, denn Frostrisse an der Außenseite zeigen, dass ein Stück abgesprengt wurde.
Der Kreis wurde erstmals im Jahre 1855, in der gälischen Form „Tigh-na-ruaich“, das „Haus des Heidekrauts“ erwähnt.  Bei einer Ausgrabung im Jahre 1855 sollen vier Urnen mit Leichenbrand entdeckt worden sein. Diese wurden offenbar während der Bergung zerbrochen und ihr Verbleib ist unbekannt.